# Frank P. Coburn
Frank Potter Coburn (* 6. Dezember 1858 bei West Salem, La Crosse County, Wisconsin; † 2. November 1932 in La Crosse, Wisconsin) war ein US-amerikanischer Politiker. Zwischen 1891 und 1893 vertrat er den Bundesstaat Wisconsin im US-Repräsentantenhaus.

## Werdegang
Frank Coburn besuchte die öffentlichen Schulen seiner Heimat und arbeitete dann in der Landwirtschaft. Bald stieg er in West Salem auch in das Bankengeschäft ein. Gleichzeitig begann er als Mitglied der Demokratischen Partei eine politische Laufbahn. Im Jahr 1888 kandidierte er noch erfolglos für den Kongress. Bei den Kongresswahlen des Jahres 1890 wurde er dann im siebten Wahlbezirk von Wisconsin in das US-Repräsentantenhaus in Washington, D.C. gewählt, wo er am 4. März 1891 die Nachfolge des Republikaners Ormsby B. Thomas antrat. Da er bei den Wahlen des Jahres 1892 dem Republikaner George B. Shaw unterlag, konnte er bis zum 3. März 1893 nur eine Legislaturperiode im Kongress absolvieren.
Nach seinem Ausscheiden aus dem US-Repräsentantenhaus setzte Coburn seine früheren Tätigkeiten in der Landwirtschaft und im Bankgewerbe fort. Zwischen 1894 und 1903 war er Mitglied im Kreistag (County Board of Supervisors) im La Crosse County. In den letzten beiden Jahren fungierte er als dessen Vorsitzender. Von 1897 bis 1932 war Coburn auch Mitglied der Geschworenenkommission. Ab 1907 war er auch Kurator der Nervenheilanstalt in seinem County. Außerdem gehörte er zwischen 1912 und 1926 der Steuerkommission im La Crosse County an. Frank Coburn starb am 2. November 1932 in La Crosse und wurde in seinem Geburtsort West Salem beigesetzt.